# Mare de Déu del Coll (Guàrdia Lada)
Mare de Déu del Coll és una església del poble de la Guàrdia Lada, al municipi de Montoliu de Segarra (Segarra) inclosa a l'Inventari del Patrimoni Arquitectònic de Catalunya.

## Descripció
Temple romànic situat a pocs metres del castell que avui es fa servir com capella del cementiri del poble de la Guàrdia Lada. Té una planta rectangular, d'una nau amb volta de canó, capçada a partir d'un absis semicircular, coberta exterior a doble vessant i disposa de ràfec de pedra i teula que ressegueix el seu perímetre.

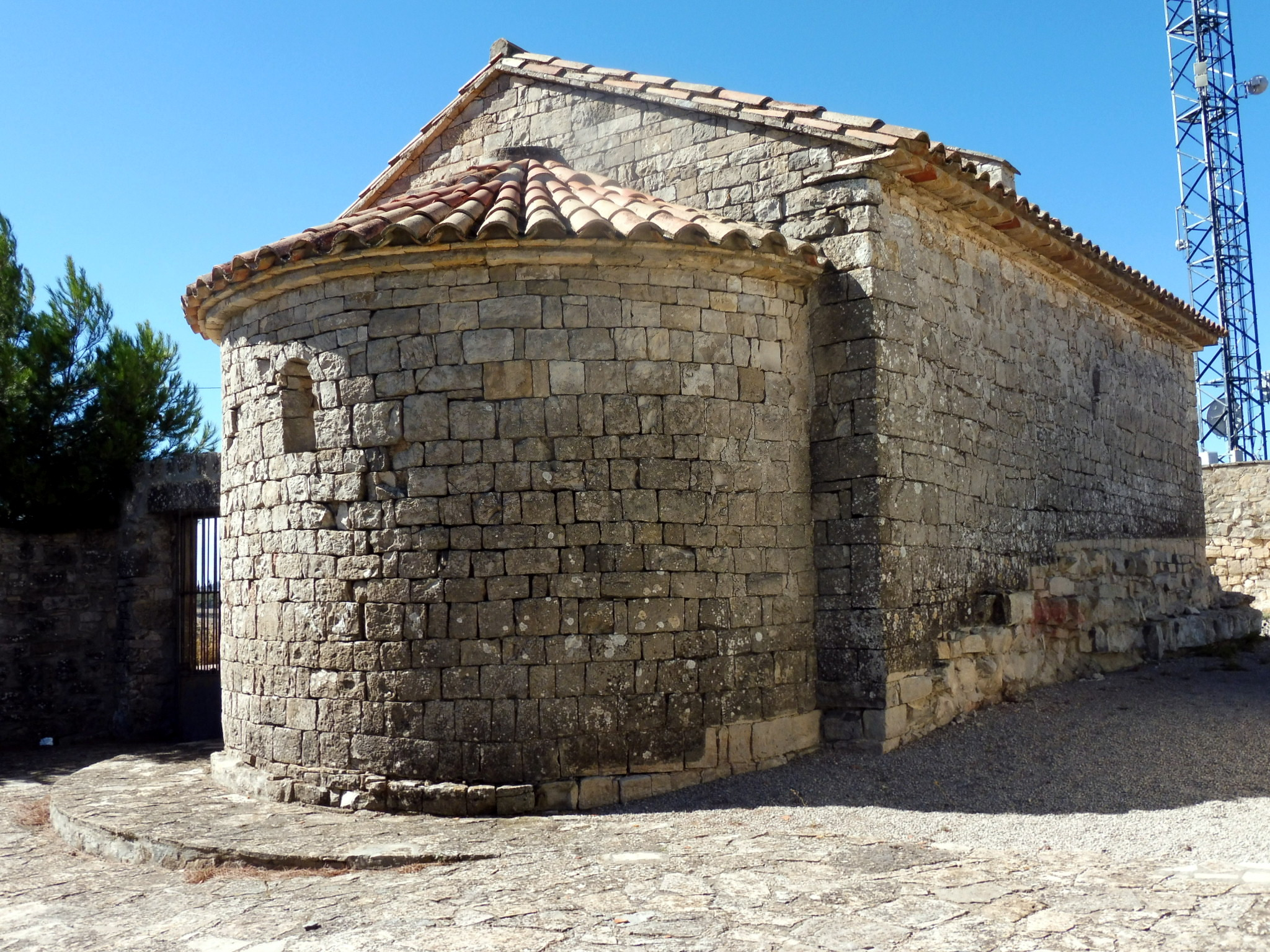
Absis

 A la façana de migjorn s'obre la porta d'accés, d'arc de mig punt. També, a l'edifici, hi ha d'altres obertures, en forma de finestra de doble esqueixada al seu absis i una finestra cruciforme, a la façana de ponent. En aquesta façana trobem un campanar d'espadanya, d'un ull. A l'interior de l'edifici l'absis de la capçalera, amb coberta de quart d'esfera, s'obre a la nau mitjançant un arc presbiteral. Destaca també la presència d'una capella semicircular buidada al mur de migjorn, al costat de l'absis de l'interior de l'edifici. L'obra presenta un aparell de carreuó o carreu segarrenc, ordenat en filades regulars, tot alternant, una filada de carreu rectangular amb una alta filada de carreu quadrat. Per la seva acurada execució semblen correspondre a la tradició constructiva implantada durant el segle xii a la Segarra.

## Història
Tot i que va ser construïda devers el pas del segle xi al xii, tan sols hi ha notícies històriques tardanes d'aquesta capella. Al començament del segle xiv degué ser refeta o transformada, ja que el 1327 hi consten donatius i llegats a l'obra de Santa Maria del Coll.